# بیسزتینک
بیسزتینک (به لاتین: Bisztynek) یک شهر و گمینا در لهستان است که در گمینا بیشتنک واقع شده‌است. بیسزتینک ۲٫۱۶ کیلومتر مربع مساحت و ۲٬۴۱۸ نفر جمعیت دارد.